# Vătava
Vătava – wieś w Rumunii, w okręgu Marusza, w gminie Vătava. W 2011 roku liczyła 824 mieszkańców.